# فرد بلکبرن
فرد بلکبرن (انگلیسی: Fred Blackburn; ۲۰ ژوئیهٔ ۱۸۷۸ – ۱۳ مارس ۱۹۵۱) بازیکن فوتبال اهل بریتانیا بود.
از باشگاه‌هایی که در آن بازی کرده‌است می‌توان به باشگاه فوتبال بلکبرن روورز و باشگاه فوتبال وستهام یونایتد اشاره کرد.
وی همچنین در تیم ملی فوتبال انگلستان بازی کرده‌است.